# طالب بن ابی‌طالب
طالب ابن ابی‌طالب (متولد ۵۶۸ میلادی – متوفی ۶۲۴ میلادی) پسر عموی پیامبر اسلام، محمد و بزرگ‌ترین برادر امام اول شیعیان، علی بن ابی‌طالب است.

## خانواده
طالب در مکه متولد شد. او پسر بزرگ عبدمناف (ابوطالب) و فاطمه بنت اسد بود. پس از تولد او بود که پدرش به کنیه «ابوطالب» مشهور شد. محمد جوان (پیامبر)، از زمانیکه او و طالب هر دو ۸ ساله بودند، در خانهٔ ایشان می‌زیست.

## اعتقاد
بر اساس باور شیعیان، وی مسلمان شد، اما به جهت ترس از مشرکان مکه، از اظهار ایمانش خودداری می‌کرد. یکی از مواردی که شاهدی بر ایمان اوست، اشعاری است که در مدح محمد رسول خدا سروده‌است:
| إذا قیل مَن خیر هذا      |  | الوری قبیلاً وأکرمهم أسره |
| نأتی بعبد مناف أب       |  | وفضله هاشم الغرة         |
| لقد حلّ مجد بنی هاشم     |  | مکان النعائم والنسره     |
| وخیر بنی هاشم أحمد      |  | رسول الإله علی فترة      |
| وقد حلّ مجد بنی هاشم     |  | فکان النعامة والزهرة     |
| ومحض بنی هاشم أحمد      |  | رسول الملیک علی فترة     |
| عظیم المکارم نور البلاد |  | حری الفؤاد صدی الزبرة    |
| کریم المشاهد سمح البنان |  | إذا ضن ذو الجود والقدرة  |
| عفیف تقی نقی الردا      |  | طهر السراویل والأزرة     |
| جواد رفیع علی المعتقین  |  | وزین الأقارب والأسرة     |
| وأشوس کاللیث لم ینهه    |  | لدی الحرب زجرة ذی الزجرة |
| وکم من صریع له قد ثوی   |  | طویل التأوه والزفرة      |

## جنگ بدر و مفقود شدن طالب
در سال ۶۲۴ میلادی، طالب به همراهی سپاه مکه پرداخت تا یک کاروان تجاری که مورد تهدید مسلمانان بود را نجات دهند. در این هنگام، پیغامی از طرف ابوسفیان دریافت شد مبنی بر اینکه کاروان به سلامت به مقصد رسیده‌است و لذا نیازی به ادامه سفر سپاه نیست. با این وجود، برخی از اهل قریش قصد ادامه سفر خود تا بدر را کردند. امّا به طالب چنین گفتند: «ای پسر هاشم، اگرچه تو در این سفر ما را همراهی کردی، ولی می‌دانیم که قلب تو با محمد است». پس از این بحث، طالب از همراهی آنها منصرف شد. گفته شده‌است که او پس از این واقعه، شعر زیر را سروده‌است:
«خداوندا، اگر طالب به همراهی این سپاه قصد جنگی ناخواسته کند
او را غنیمت قرار ده، نه آنکه غنیمت می‌گیرد و او را شکست خورده بدار نه ظفّر یافته»
طالب هرگز به مکه نرسید و جسدش هرگز یافت نشد.
در جنگ بدر، علی با برادرش عقیل جنگید و اورا به اسارت درآورد، برادر بزرگترش طالب هم کشته شد. عمویش عباس را اسیر گرفت، برادر خدیجه (نوفل ابن خویلد) که برادرزن محمد بود را هم کشت.
علی در نهج البلاغه خطبه پنجاه وشش:
ما با رسول‌الله بودیم. پدران و فرزندان و برادران و عموهای خود را می‌کشتیم و این جز به ایمان و تسلیم ما نمی‌افزود، که بر راه راست بودیم و بر سوزش آلام شکیبایی می‌ورزیدیم و در جهاد با دشمن به جدّ در ایستاده بودیم. بسا مردی از ما و مردی از دشمنان ما، مردانه، پنجه درمی‌افکندند، تا کدامیک دیگری را شرنگ مرگ چشاند. گاه ما بودیم که جام مرگ از دست دشمن می‌گرفتیم و گاه دشمن بود که جام مرگ از دست ما می‌گرفت.